# 吕运成
吕运成，男，中共黨员，中華人民共和國政治、軍事人物。

## 生平
歷任第26集团军政治部副主任、中部战区陆军政治工作部副主任等职，陆军少将军衔。